# Pierre Ier de Melgueil
Pour les articles homonymes, voir Pierre de Melgueil.
Pierre Ier de Melgueil est comte de Melgueil à la fin du XIe siècle.

## Biographie
Il succède à son père Raymond Ier en 1065 (ou 1079).
En 1085, Pierre Ier soumet son comté, qui était alors dégagé de toute suzeraineté, à l'église et au pape Grégoire VII sous une redevance annuelle. Ce fut le pape Urbain II, désigné après la mort de Grégoire VII, qui confirma cette donation par une bulle datée du 14 décembre 1088, qu'il adresse à l'évêque de Maguelone du moment, Godefroi.
Il meurt vers l'an 1086 et fut inhumé dans la cathédrale de Maguelone.

## Famille

### Ascendance
Il est le fils de Raymond Ier de Melgueil et de Béatrice du Poitou.

### Mariage et succession
Pierre de Melgueil épousa Almodis de Toulouse, fille de Pons, comte de Toulouse et d'Almodis de la Marche de qui il aura, :
- Raymond II, qui lui succéda dans le comté de Melgueil ;
- Pons, qui devint abbé de Cluny (1109-1122) ;
- Ermessende, mariée à Guilhem V de Montpellier ;
- Adèle, mariée à Pierre Raymond du Puy (1070-1110), frère d'Amiel Raymond du Puy, évêque de Toulouse (1105-1139) et parent de Raymond du Puy, second supérieur de l'ordre de l'Hôpital (1123-1158/60)[2].